# 법무법인 화우
법무법인(유) 화우는 대한민국의 로펌으로서 영문명은 Yoon & Yang LLC인 대형로펌이다. 윤은 윤호일, 양은 양삼승 대표 변호사의 성을 땄다.

## 역사
법무법인 우방과 화백이 통합해 2003년 설립됐다. 법무법인 우방은 1989년 윤호일 변호사가 설립한 법률자문 사건 위주의 로펌이었고, 법무법인 화백은 1993년에 설립된 송무 사건 위주의 로펌이었다. 그 후 법무법인 화우는 2006년 법무법인 김신유(1967년 설립)을 통합하고 특허법인 화우를 설립하였다. 2007년에 일본 동경사무소를, 2008년에 우즈베키스탄 타쉬켄트 사무소를 개설하였다.
법무법인 화우는 2010년 유한 법무법인으로 조직을 개편하였다.

## 윤호일
윤호일 대표 변호사는 사법시험 4회로 서울민사지법 판사를 퇴임하고, 1970년 미국 로펌 베이커 앤 맥켄지의 파트너로 선출된 최초의 한국인으로 19년간 근무했다.
1989년 법무법인 우방을 설립해 공정거래·국제거래·M&A 등 법률자문 전문 로펌으로 성장시켰다.
2003년 소송 위주의 법무법인 화백과 합병해 화우의 대표변호사로 선임됐다.

## 6대 로펌
2007년부터 2011년까지 퇴직한 검사는 166명으로 이 중 46명이 대형로펌에 취직했다. 14명이 김앤장으로 들어갔고 화우가 8명, 광장이 7명, 태평양과 율촌이 각각 5명, 세종 4명,d 기준으로 매긴 로펌 순위는 김앤장, 태평양, 광장, 세종, 화우, 율촌 순이었다.
2014년 4월, 조선일보가 47개 대기업 법무팀에 최고의 로펌을 설문조사한 결과, 화우는 법무법인 지평과 함께 6위에 선정되었다.

## 공정거래
2012년 2월 세계적인 경쟁법전문지인 글로벌 컴피티션 리뷰(GCR)는 GCR100에서 김앤장, 율촌, 화우의 공정거래팀을 최우수 등급인 엘리트 로펌으로 선정했다. 법무법인 태평양·광장·세종은 한 단계 낮은 강력추천 로펌으로 선정됐다.

## 인수합병
김앤장, 광장, 태평양, 세종 등이 나눠가졌던 M&A 법률자문 시장에, 2010년 화우가 진입했다. 2010년 2분기 들어서만 4건의 법률 자문을 수주하며 김앤장과 광장 뒤에 이름을 올렸다.

## 인권옹호
2006년 서울지법 부장판사 출신인 화우의 김태훈 변호사가 국가인권위원회의 임기 3년인 비상임 인권위원에 임명되었다. 2009년 이용훈 대법원장 지명으로 이명박 대통령이 임명하여, 다시 3년 연임이 되었다. 인권위 북한인권특별위원회 위원장을 맡았다.
2014년 1월 17일 국가인권위원회의 임기 3년인 비상임 인권위원에 이선애 변호사(47, 법무법인 화우)가 신규 임명되었다.
2014년 화우는 로펌 내 공익위원회를 독립된 공익법인으로 출범시킬 계획이다. 화우는 학림사건 같은 과거사 사건 피해자의 소송을 무료로 대리하는 등 인권옹호 활동을 주로 해왔다. 현재 공익위원장은 대법관 출신의 이홍훈 변호사이다. 이홍훈 변호사는 법조윤리협의회 4대 위원장도 맡고 있다. 대법관 당시 소수자 보호에 앞장섰다는 평가를 받은 이른바 '독수리 오형제' 중 한명이다.